# Llista de topònims de Santa Margarida de Montbui
Llista de topònims (noms propis de lloc) del municipi de Santa Margarida de Montbui, a l'Anoia
Informació actualitzada per un bot. Els canvis manuals es perdran quan s'actualitzi!

## casa
| imatge | Nom                              | Ubicat a                   | instància de | Detalls                                    | coordenades                                                                                            | Protecció                                            | Commons (més fotos)                       | Dades a WD                    |
| ------ | -------------------------------- | -------------------------- | ------------ | ------------------------------------------ | --- | ---------------------------------------------------- | ----------------------------------------- | ----------------------------- |
|        | Ca n'Alemany                     | Santa Margarida de Montbui | casa         | Estil: arquitectura popular                | 41° 33′ 00″ N, 1° 35′ 29″ E / 41.549989°N,1.591321°E ca:Nucli antic (08710 Santa Margarida de Montbui) | bé integrant del patrimoni cultural català           |                                           | Modifica les dades a Wikidata |
|        | Cal Bas                          | Santa Margarida de Montbui | casa         | Estil: arquitectura popular 19th century   | 41° 33′ 26″ N, 1° 36′ 18″ E / 41.557119°N,1.605099°E ca:C. Major, 4 388 msnm                           | bé integrant del patrimoni cultural català           | Cal Bas (Santa Margarida de Montbui)      | Modifica les dades a Wikidata |
|        | Cal Beneficiat                   | Santa Margarida de Montbui | casa         | Estil: arquitectura popular                | 41° 33′ 24″ N, 1° 36′ 16″ E / 41.5567°N,1.60451°E ca:Carrer Major, 16                                  | bé integrant del patrimoni cultural català           |                                           | Modifica les dades a Wikidata |
|        | Cal Cadiu                        | Santa Margarida de Montbui | casa         | Estil: arquitectura popular 1829           | 41° 33′ 23″ N, 1° 36′ 15″ E / 41.5565°N,1.60407°E ca:Nucli antic (08710 Santa Margarida de Montbui)    | bé integrant del patrimoni cultural català           |                                           | Modifica les dades a Wikidata |
|        | Cal Carol                        | Santa Margarida de Montbui | casa         | 20th century                               | 41° 33′ 25″ N, 1° 36′ 10″ E / 41.55697°N,1.60289°E ca:Nucli antic (08710 Santa Margarida de Montbui)   |                                                      |                                           | Modifica les dades a Wikidata |
|        | Cal Guarro                       | Santa Margarida de Montbui | casa         | Estil: arquitectura eclèctica 20th century | 41° 33′ 23″ N, 1° 36′ 13″ E / 41.5564°N,1.60362°E ca:Carrer Major, 36                                  | bé integrant del patrimoni cultural català           |                                           | Modifica les dades a Wikidata |
|        | Cal Truco                        | Santa Margarida de Montbui | casa         | 20th century                               | 41° 33′ 19″ N, 1° 36′ 20″ E / 41.55539°N,1.60542°E ca:Nucli antic (08710 Santa Margarida de Montbui)   |                                                      |                                           | Modifica les dades a Wikidata |
|        | casa del Carrer Anselm Clavé, 40 | Santa Margarida de Montbui | casa         | 20th century                               | 41° 33′ 25″ N, 1° 36′ 11″ E / 41.55701°N,1.60294°E ca:Nucli antic (08271 Santa Margarida de Montbui)   |                                                      |                                           | Modifica les dades a Wikidata |
|        | la Casa Gran                     | Santa Margarida de Montbui | casa         |                                            | 41° 33′ 24″ N, 1° 36′ 20″ E / 41.5567°N,1.60559°E ca:Plaça Major, 7                                    | bé d'interès cultural bé cultural d'interès nacional | La Casa Gran (Santa Margarida de Montbui) | Modifica les dades a Wikidata |

## castell
| imatge | Nom                | Ubicat a                   | instància de | Detalls                      | coordenades                                             | Protecció                                            | Commons (més fotos)            | Dades a WD                    |
| ------ | ------------------ | -------------------------- | ------------ | ---------------------------- | ------------------------------------------------------- | ---------------------------------------------------- | ------------------------------ | ----------------------------- |
|        | Castell d'Ocelló   | Santa Margarida de Montbui | castell      | Estil: arquitectura popular  | 41° 34′ 39″ N, 1° 33′ 44″ E / 41.5776°N,1.56233°E       | bé d'interès cultural bé cultural d'interès nacional |                                | Modifica les dades a Wikidata |
|        | Castell de Montbui | Santa Margarida de Montbui | castell      | Estil: arquitectura romànica | 41° 33′ 19″ N, 1° 34′ 48″ E / 41.5553°N,1.58°E 620 msnm | bé d'interès cultural bé cultural d'interès nacional | Castell de la Tossa de Montbui | Modifica les dades a Wikidata |

## conjunt d'edificis
| imatge | Nom                                      | Ubicat a                   | instància de       | Detalls      | coordenades                                                                                                  | Protecció | Commons (més fotos) | Dades a WD                    |
| ------ | ---------------------------------------- | -------------------------- | ------------------ | ------------ | --- | --------- | ------------------- | ----------------------------- |
|        | els Tints                                | Santa Margarida de Montbui | conjunt d'edificis |              | 41° 34′ 35″ N, 1° 36′ 40″ E / 41.57626°N,1.61113°E ca:Barri de Sant Maure (08710 Santa Margarida de Montbui) |           |                     | Modifica les dades a Wikidata |
|        | línia de façanes del carrer Anselm Clavé | Santa Margarida de Montbui | conjunt d'edificis | 20th century | 41° 33′ 24″ N, 1° 36′ 10″ E / 41.55675°N,1.60283°E ca:Nucli antic (08710 Santa Margarida de Montbui)         |           |                     | Modifica les dades a Wikidata |

## curs d'aigua
| imatge | Nom                    | Ubicat a                         | instància de | Detalls                                        | coordenades                                                                              | Protecció | Commons (més fotos) | Dades a WD                    |
| ------ | ---------------------- | -------------------------------- | ------------ | ---------------------------------------------- | ---------------------------------------------------------------------------------------- | --------- | ------------------- | ----------------------------- |
|        | Anoia                  | Anoia Baix Llobregat Alt Penedès | curs d'aigua | Desemboca: Llobregat Llarg: 64km Conca: 929km² | 41° 28′ 43″ N, 1° 56′ 06″ E / 41.4785217°N,1.9351196°E                                   |           | Anoia River         | Modifica les dades a Wikidata |
|        | torrent de les Bruixes | Santa Margarida de Montbui       | curs d'aigua | Desemboca: Anoia                               | 41° 34′ 04″ N, 1° 35′ 29″ E / 41.56787°N,1.59151°E ca:(08710 Santa Margarida de Montbui) |           |                     | Modifica les dades a Wikidata |

## edifici
| imatge | Nom                                                     | Ubicat a                   | instància de | Detalls            | coordenades                                                                                          | Protecció                                  | Commons (més fotos)                                     | Dades a WD                    |
| ------ | ------------------------------------------------------- | -------------------------- | ------------ | ------------------ | --- | ------------------------------------------ | ------------------------------------------------------- | ----------------------------- |
|        | Antic Centre Republicà                                  | Santa Margarida de Montbui | edifici      | 20th century       | 41° 33′ 26″ N, 1° 36′ 12″ E / 41.55713°N,1.6032°E ca:Nucli antic (08710 Santa Margarida de Montbui)  |                                            |                                                         | Modifica les dades a Wikidata |
|        | Antiga Fonda                                            | Santa Margarida de Montbui | edifici      | 20th century       | 41° 33′ 25″ N, 1° 36′ 11″ E / 41.55682°N,1.60298°E ca:Nucli antic (08710 Santa Margarida de Montbui) |                                            |                                                         | Modifica les dades a Wikidata |
|        | Ateneu Cultural Recreatiu de Santa Margarida de Montbui | Santa Margarida de Montbui | edifici      | Estil: noucentisme | 41° 33′ 26″ N, 1° 36′ 14″ E / 41.5571°N,1.60379°E ca:Nucli antic (08710 Santa Margarida de Montbui)  | bé integrant del patrimoni cultural català | Ateneu Cultural Recreatiu de Santa Margarida de Montbui | Modifica les dades a Wikidata |
|        | escoles de Santa Margarida de Montbui                   | Santa Margarida de Montbui | edifici      | Estil: noucentisme | 41° 33′ 25″ N, 1° 36′ 12″ E / 41.557°N,1.60334°E ca:Nucli antic (08710 Santa Margarida de Montbui)   | bé integrant del patrimoni cultural català | Escoles (Santa Margarida de Montbui)                    | Modifica les dades a Wikidata |

## entitat singular de població
| imatge | Nom                                    | Ubicat a                   | instància de                                   | Detalls   | coordenades                                                                | Protecció | Commons (més fotos) | Dades a WD                    |
| ------ | -------------------------------------- | -------------------------- | ---------------------------------------------- | --------- | -------------------------------------------------------------------------- | --------- | ------------------- | ----------------------------- |
|        | Santa Margarida de Montbui-nucli antic | Santa Margarida de Montbui | entitat singular de població capital municipal | 10395 hab | 41° 33′ 24″ N, 1° 36′ 28″ E / 41.556737813171°N,1.6078555601334°E 320 msnm |           |                     | Modifica les dades a Wikidata |
|        | el Coll del Guix                       | Santa Margarida de Montbui | entitat singular de població                   | 25 hab    | 41° 33′ 53″ N, 1° 33′ 46″ E / 41.564825°N,1.56286944°E 412 msnm            |           |                     | Modifica les dades a Wikidata |
|        | el Saió                                | Santa Margarida de Montbui | entitat singular de població                   | 25 hab    | 41° 34′ 37″ N, 1° 33′ 51″ E / 41.57691729819°N,1.5642400911562°E 377 msnm  |           |                     | Modifica les dades a Wikidata |
|        | la Censada                             | Santa Margarida de Montbui | entitat singular de població                   | 1 hab     | 41° 31′ 56″ N, 1° 32′ 27″ E / 41.53230962°N,1.54078617°E 602 msnm          |           |                     | Modifica les dades a Wikidata |
|        | la Mallola                             | Santa Margarida de Montbui | entitat singular de població                   | 73 hab    | 41° 34′ 59″ N, 1° 33′ 42″ E / 41.583190396576°N,1.5617018722607°E 368 msnm |           |                     | Modifica les dades a Wikidata |
|        | la Tossa                               | Santa Margarida de Montbui | entitat singular de població                   | 0 hab     | 41° 32′ 50″ N, 1° 35′ 05″ E / 41.54730694°N,1.58477515°E 448 msnm          |           |                     | Modifica les dades a Wikidata |

## església
| imatge | Nom                                               | Ubicat a                   | instància de     | Detalls                                                | coordenades | Protecció                                  | Commons (més fotos)                    | Dades a WD                    |
| ------ | ------------------------------------------------- | -------------------------- | ---------------- | ------------------------------------------------------ | --- | ------------------------------------------ | -------------------------------------- | ----------------------------- |
|        | Sant Jaume de Can Vidal                           | Santa Margarida de Montbui | església capella |                                                        | 41° 32′ 28″ N, 1° 34′ 01″ E / 41.541141464205°N,1.56705934470059°E ca:masia Can Vidal 517 msnm                       |                                            |                                        | Modifica les dades a Wikidata |
|        | Sant Maure de Santa Margarida de Montbui          | Santa Margarida de Montbui | església         |                                                        | 41° 34′ 20″ N, 1° 36′ 36″ E / 41.572346811708°N,1.61001707215682°E 327 msnm                                          |                                            |                                        | Modifica les dades a Wikidata |
|        | Santa Anna del Saió                               | Santa Margarida de Montbui | església         | Estil: arquitectura romànica                           | 41° 34′ 37″ N, 1° 33′ 50″ E / 41.577°N,1.56386°E ca:El Saió, carretera de Colldeguix                                 | bé integrant del patrimoni cultural català |                                        | Modifica les dades a Wikidata |
|        | Santa Maria de la Tossa                           | Santa Margarida de Montbui | església         | Estil: arquitectura romànica Anomenat per: Verge Maria | 41° 33′ 19″ N, 1° 34′ 50″ E / 41.5552°N,1.58062°E ca:La Tossa de Montbui (08710 Santa Margarida de Montbui) 609 msnm | bé integrant del patrimoni cultural català | Santa Maria de la Tossa                | Modifica les dades a Wikidata |
|        | església parroquial de Santa Margarida de Montbui | Santa Margarida de Montbui | església         | Estil: arquitectura barroca 1600                       | 41° 33′ 23″ N, 1° 36′ 18″ E / 41.5565°N,1.60505°E ca:Nucli antic (08710 Santa Margarida de Montbui)                  | bé integrant del patrimoni cultural català | Església de Santa Margarida de Montbui | Modifica les dades a Wikidata |

## font
| imatge | Nom                              | Ubicat a                   | instància de | Detalls      | coordenades                                                                                                  | Protecció | Commons (més fotos) | Dades a WD                    |
| ------ | -------------------------------- | -------------------------- | ------------ | ------------ | --- | --------- | ------------------- | ----------------------------- |
|        | Font Trobada                     | Santa Margarida de Montbui | font         | 20th century | 41° 33′ 53″ N, 1° 36′ 44″ E / 41.56466°N,1.6122°E ca:(08710 Santa Margarida de Montbui)                      |           |                     | Modifica les dades a Wikidata |
|        | font Trobada                     | Santa Margarida de Montbui | font         |              | 41° 33′ 44″ N, 1° 36′ 45″ E / 41.562198556896°N,1.6125352692154°E                                            |           |                     | Modifica les dades a Wikidata |
|        | font de Can Passanals            | Santa Margarida de Montbui | font         | 1975         | 41° 34′ 26″ N, 1° 36′ 38″ E / 41.57396°N,1.61056°E ca:Barri de Sant Maure (08710 Santa Margarida de Montbui) |           |                     | Modifica les dades a Wikidata |
|        | font de Matapollastres           | Santa Margarida de Montbui | font         |              | 41° 33′ 37″ N, 1° 34′ 18″ E / 41.5601573723674°N,1.5715680013358°E                                           |           |                     | Modifica les dades a Wikidata |
|        | font de la Mare de Déu de Gràcia | Santa Margarida de Montbui | font         | 20th century | 41° 33′ 25″ N, 1° 36′ 11″ E / 41.55689°N,1.60318°E ca:Nucli antic (08710 Santa Margarida de Montbui)         |           |                     | Modifica les dades a Wikidata |
|        | font de la plaça Finisterre      | Santa Margarida de Montbui | font         | 20th century | 41° 34′ 36″ N, 1° 36′ 37″ E / 41.57669°N,1.61031°E ca:Barri de Sant Maure (08710 Santa Margarida de Montbui) |           |                     | Modifica les dades a Wikidata |
|        | font del Bufó                    | Santa Margarida de Montbui | font         |              | 41° 33′ 31″ N, 1° 36′ 11″ E / 41.558480564568°N,1.6030214988587°E                                            |           |                     | Modifica les dades a Wikidata |
|        | font del Safareig                | Santa Margarida de Montbui | font         | 20th century | 41° 33′ 20″ N, 1° 36′ 16″ E / 41.55555°N,1.60441°E ca:Nucli antic (08710 Santa Margarida de Montbui)         |           |                     | Modifica les dades a Wikidata |
|        | font del Salvatge                | Santa Margarida de Montbui | font         |              | 41° 33′ 46″ N, 1° 34′ 53″ E / 41.56271857379°N,1.581343864433°E                                              |           |                     | Modifica les dades a Wikidata |

## granja
| imatge | Nom            | Ubicat a                   | instància de | Detalls | coordenades                                                         | Protecció | Commons (més fotos) | Dades a WD                    |
| ------ | -------------- | -------------------------- | ------------ | ------- | ------------------------------------------------------------------- | --------- | ------------------- | ----------------------------- |
|        | Granja Tudela  | Santa Margarida de Montbui | granja       |         | 41° 34′ 54″ N, 1° 35′ 43″ E / 41.581804750868°N,1.5953212488235°E   |           |                     | Modifica les dades a Wikidata |
|        | Granja del Fum | Santa Margarida de Montbui | granja       |         | 41° 34′ 01″ N, 1° 36′ 30″ E / 41.5669851281848°N,1.60832102541355°E |           |                     | Modifica les dades a Wikidata |

## masia
| imatge | Nom                      | Ubicat a                   | instància de | Detalls                                  | coordenades                                                                                | Protecció                                  | Commons (més fotos)                       | Dades a WD                    |
| ------ | ------------------------ | -------------------------- | ------------ | ---------------------------------------- | ------------------------------------------------------------------------------------------ | ------------------------------------------ | ----------------------------------------- | ----------------------------- |
|        | Ca l'Amigó               | Santa Margarida de Montbui | masia        | Estil: arquitectura popular              | 41° 32′ 23″ N, 1° 32′ 27″ E / 41.5396°N,1.5408°E ca:(08710 Santa Margarida de Montbui)     | bé integrant del patrimoni cultural català |                                           | Modifica les dades a Wikidata |
|        | Ca la Cotillaire         | Santa Margarida de Montbui | masia        |                                          | 41° 32′ 49″ N, 1° 35′ 07″ E / 41.546946°N,1.585173°E 448 msnm                              |                                            |                                           | Modifica les dades a Wikidata |
|        | Ca n'Orient              | Santa Margarida de Montbui | masia        |                                          | 41° 34′ 36″ N, 1° 35′ 53″ E / 41.5766136185558°N,1.59794246480619°E                        |                                            |                                           | Modifica les dades a Wikidata |
|        | Cal Biel                 | Santa Margarida de Montbui | masia        |                                          | 41° 34′ 20″ N, 1° 32′ 58″ E / 41.5723184453752°N,1.54939850624031°E                        |                                            |                                           | Modifica les dades a Wikidata |
|        | Cal Borràs               | Santa Margarida de Montbui | masia        |                                          | 41° 33′ 38″ N, 1° 36′ 28″ E / 41.5606391486101°N,1.6079055707424°E                         |                                            |                                           | Modifica les dades a Wikidata |
|        | Cal Cinto                | Santa Margarida de Montbui | masia        |                                          | 41° 34′ 36″ N, 1° 33′ 26″ E / 41.5766036119158°N,1.55709940525308°E                        |                                            |                                           | Modifica les dades a Wikidata |
|        | Cal Ferran               | Santa Margarida de Montbui | masia        |                                          | 41° 33′ 27″ N, 1° 36′ 09″ E / 41.5575546502991°N,1.60237170622319°E                        |                                            |                                           | Modifica les dades a Wikidata |
|        | Cal Jepet                | Santa Margarida de Montbui | masia        |                                          | 41° 34′ 48″ N, 1° 33′ 11″ E / 41.579922142683°N,1.55311492987406°E                         |                                            |                                           | Modifica les dades a Wikidata |
|        | Cal Mateu del Pas        | Santa Margarida de Montbui | masia        |                                          | 41° 35′ 04″ N, 1° 34′ 23″ E / 41.5845294715728°N,1.57295031871677°E                        |                                            |                                           | Modifica les dades a Wikidata |
|        | Cal Nieló                | Santa Margarida de Montbui | masia        |                                          | 41° 33′ 25″ N, 1° 33′ 25″ E / 41.5569133320243°N,1.55702188523216°E                        |                                            |                                           | Modifica les dades a Wikidata |
|        | Cal Peretó               | Santa Margarida de Montbui | masia        |                                          | 41° 33′ 12″ N, 1° 32′ 57″ E / 41.553310172725°N,1.5491748734953°E                          |                                            |                                           | Modifica les dades a Wikidata |
|        | Cal Perotets             | Santa Margarida de Montbui | masia        |                                          | 41° 33′ 35″ N, 1° 33′ 25″ E / 41.5595891733216°N,1.55708227104151°E 455 msnm               |                                            |                                           | Modifica les dades a Wikidata |
|        | Cal Polvo                | Santa Margarida de Montbui | masia        |                                          | 41° 34′ 11″ N, 1° 36′ 59″ E / 41.5698118237148°N,1.61640417663986°E                        |                                            |                                           | Modifica les dades a Wikidata |
|        | Cal Sidro del Pouet      | Santa Margarida de Montbui | masia        |                                          | 41° 34′ 35″ N, 1° 33′ 33″ E / 41.5763770562328°N,1.55914360445094°E                        |                                            |                                           | Modifica les dades a Wikidata |
|        | Can Barral               | Santa Margarida de Montbui | masia        |                                          | 41° 33′ 10″ N, 1° 36′ 12″ E / 41.5527034838076°N,1.60341149958212°E                        |                                            |                                           | Modifica les dades a Wikidata |
|        | Can Bentó                | Santa Margarida de Montbui | masia        |                                          | 41° 34′ 36″ N, 1° 33′ 29″ E / 41.5765332551669°N,1.557952620934°E                          |                                            |                                           | Modifica les dades a Wikidata |
|        | Can Bisbal               | Santa Margarida de Montbui | masia        |                                          | 41° 33′ 42″ N, 1° 34′ 58″ E / 41.561782009944°N,1.58275705187797°E                         |                                            |                                           | Modifica les dades a Wikidata |
|        | Can Casanelles           | Santa Margarida de Montbui | masia        |                                          | 41° 34′ 15″ N, 1° 33′ 08″ E / 41.5709118952912°N,1.55214062712284°E                        |                                            |                                           | Modifica les dades a Wikidata |
|        | Can Ferrer de les Vinyes | Santa Margarida de Montbui | masia        |                                          | 41° 33′ 56″ N, 1° 36′ 45″ E / 41.5655133347167°N,1.61249021829489°E                        |                                            |                                           | Modifica les dades a Wikidata |
|        | Can Figueres Vell        | Santa Margarida de Montbui | masia        |                                          | 41° 33′ 35″ N, 1° 36′ 22″ E / 41.5596445615615°N,1.60610413984265°E                        |                                            |                                           | Modifica les dades a Wikidata |
|        | Can Foganyer             | Santa Margarida de Montbui | masia        |                                          | 41° 34′ 28″ N, 1° 34′ 39″ E / 41.57437995396°N,1.5774903066826°E                           |                                            |                                           | Modifica les dades a Wikidata |
|        | Can Jover                | Santa Margarida de Montbui | masia        |                                          | 41° 34′ 07″ N, 1° 34′ 58″ E / 41.5685556792159°N,1.58278890000261°E 407 msnm               |                                            | Can Jover (Santa Margarida de Montbui)    | Modifica les dades a Wikidata |
|        | Can Marginet             | Santa Margarida de Montbui | masia        |                                          | 41° 34′ 48″ N, 1° 33′ 30″ E / 41.5799431129524°N,1.55836857523949°E                        |                                            |                                           | Modifica les dades a Wikidata |
|        | Can Migris               | Santa Margarida de Montbui | masia        |                                          | 41° 34′ 20″ N, 1° 37′ 08″ E / 41.5722186276036°N,1.61881164216842°E                        |                                            |                                           | Modifica les dades a Wikidata |
|        | Can Milà                 | Santa Margarida de Montbui | masia        |                                          | 41° 33′ 19″ N, 1° 33′ 14″ E / 41.555171464613°N,1.5539296385303°E                          |                                            |                                           | Modifica les dades a Wikidata |
|        | Can Morros               | Santa Margarida de Montbui | masia        |                                          | 41° 34′ 28″ N, 1° 34′ 48″ E / 41.574409606005°N,1.5798885694074°E                          |                                            |                                           | Modifica les dades a Wikidata |
|        | Can Palomes              | Santa Margarida de Montbui | masia        |                                          | 41° 32′ 40″ N, 1° 34′ 47″ E / 41.5443971309735°N,1.57973189664247°E                        |                                            |                                           | Modifica les dades a Wikidata |
|        | Can Patufal              | Santa Margarida de Montbui | masia        |                                          | 41° 34′ 50″ N, 1° 35′ 10″ E / 41.5804962098898°N,1.58622252895784°E                        |                                            |                                           | Modifica les dades a Wikidata |
|        | Can Prim                 | Santa Margarida de Montbui | masia        |                                          | 41° 33′ 31″ N, 1° 34′ 17″ E / 41.5585790427066°N,1.57139890316771°E                        |                                            |                                           | Modifica les dades a Wikidata |
|        | Can Quintana             | Santa Margarida de Montbui | masia        |                                          | 41° 34′ 45″ N, 1° 35′ 55″ E / 41.5792608951074°N,1.59861692926252°E                        |                                            |                                           | Modifica les dades a Wikidata |
|        | Can Rafeques             | Santa Margarida de Montbui | masia        |                                          | 41° 34′ 12″ N, 1° 36′ 32″ E / 41.5698939242577°N,1.60902619557335°E                        |                                            |                                           | Modifica les dades a Wikidata |
|        | Can Torrellardona        | Santa Margarida de Montbui | masia        |                                          | 41° 33′ 12″ N, 1° 35′ 50″ E / 41.5533116552794°N,1.59713921267773°E                        |                                            |                                           | Modifica les dades a Wikidata |
|        | Can Torrents             | Santa Margarida de Montbui | masia        |                                          | 41° 33′ 37″ N, 1° 36′ 41″ E / 41.560383157121°N,1.6113749090873°E                          |                                            |                                           | Modifica les dades a Wikidata |
|        | Can Vendrell             | Santa Margarida de Montbui | masia        |                                          | 41° 33′ 19″ N, 1° 35′ 56″ E / 41.5553859166561°N,1.59883307377168°E                        |                                            |                                           | Modifica les dades a Wikidata |
|        | Can Vidal                | Santa Margarida de Montbui | masia        | Estil: arquitectura popular              | 41° 32′ 27″ N, 1° 33′ 57″ E / 41.5408°N,1.56577°E ca:Ctra. B-213                           | bé integrant del patrimoni cultural català |                                           | Modifica les dades a Wikidata |
|        | Can Vila-seca            | Santa Margarida de Montbui | masia        |                                          | 41° 33′ 45″ N, 1° 34′ 10″ E / 41.5624113744208°N,1.56957557568164°E                        |                                            |                                           | Modifica les dades a Wikidata |
|        | Mas Boret                | Santa Margarida de Montbui | masia        |                                          | 41° 33′ 42″ N, 1° 34′ 21″ E / 41.5617713519672°N,1.57243187721352°E                        |                                            |                                           | Modifica les dades a Wikidata |
|        | Mas Ferrer del Pi        | Santa Margarida de Montbui | masia        |                                          | 41° 34′ 31″ N, 1° 37′ 03″ E / 41.5752096248312°N,1.61736850434442°E                        |                                            |                                           | Modifica les dades a Wikidata |
|        | Torre d'en Guitard       | Santa Margarida de Montbui | masia        |                                          | 41° 34′ 10″ N, 1° 35′ 54″ E / 41.5694565401731°N,1.59822918211806°E                        |                                            |                                           | Modifica les dades a Wikidata |
|        | Torre de la Muntanera    | Santa Margarida de Montbui | masia        |                                          | 41° 34′ 10″ N, 1° 37′ 45″ E / 41.5695771737458°N,1.62914661659286°E                        |                                            |                                           | Modifica les dades a Wikidata |
|        | Torre del Cabòries       | Santa Margarida de Montbui | masia        |                                          | 41° 34′ 10″ N, 1° 37′ 36″ E / 41.569575029156°N,1.6267698556704°E                          |                                            |                                           | Modifica les dades a Wikidata |
|        | Torre del Carulla        | Santa Margarida de Montbui | masia        |                                          | 41° 34′ 52″ N, 1° 34′ 44″ E / 41.5811524962544°N,1.57881871672293°E                        |                                            |                                           | Modifica les dades a Wikidata |
|        | Torre del Colomil        | Santa Margarida de Montbui | masia        |                                          | 41° 34′ 38″ N, 1° 35′ 34″ E / 41.5771633664309°N,1.59280862133633°E                        |                                            |                                           | Modifica les dades a Wikidata |
|        | Torre del Pare Mariano   | Santa Margarida de Montbui | masia        |                                          | 41° 34′ 29″ N, 1° 37′ 17″ E / 41.5748509323767°N,1.62125047230579°E                        |                                            |                                           | Modifica les dades a Wikidata |
|        | can Vilaseca             | Santa Margarida de Montbui | masia        | Estil: arquitectura popular 18th century | 41° 33′ 49″ N, 1° 33′ 55″ E / 41.563699°N,1.565227°E ca:Carretera BV-2233, km 2,9 396 msnm | bé integrant del patrimoni cultural català | Can Vilaseca (Santa Margarida de Montbui) | Modifica les dades a Wikidata |
|        | la Casanova              | Santa Margarida de Montbui | masia        |                                          | 41° 33′ 38″ N, 1° 36′ 34″ E / 41.560631576415°N,1.60951268163169°E                         |                                            |                                           | Modifica les dades a Wikidata |
|        | la Caseta                | Santa Margarida de Montbui | masia        |                                          | 41° 34′ 13″ N, 1° 33′ 36″ E / 41.5703898340842°N,1.5600562825839°E                         |                                            |                                           | Modifica les dades a Wikidata |
|        | la Censada               | Santa Margarida de Montbui | masia        | Estil: arquitectura popular              | 41° 31′ 56″ N, 1° 32′ 26″ E / 41.532316°N,1.540665°E ca:(08710 Santa Margarida de Montbui) | bé integrant del patrimoni cultural català |                                           | Modifica les dades a Wikidata |
|        | la Torre de l'Espatlleta | Santa Margarida de Montbui | masia        |                                          | 41° 34′ 21″ N, 1° 35′ 40″ E / 41.5723654067809°N,1.59450801866138°E                        |                                            |                                           | Modifica les dades a Wikidata |
|        | la Tosquella             | Santa Margarida de Montbui | masia        |                                          | 41° 34′ 12″ N, 1° 32′ 43″ E / 41.569887937502°N,1.54523106295528°E                         |                                            |                                           | Modifica les dades a Wikidata |

## molí d'aigua
| imatge | Nom                            | Ubicat a                   | instància de | Detalls                     | coordenades                                                                                                 | Protecció                                  | Commons (més fotos) | Dades a WD                    |
| ------ | ------------------------------ | -------------------------- | ------------ | --------------------------- | --- | ------------------------------------------ | ------------------- | ----------------------------- |
|        | Molins fariners de Can Planell | Santa Margarida de Montbui | molí d'aigua | Estil: arquitectura popular | 41° 34′ 11″ N, 1° 36′ 57″ E / 41.5697°N,1.6159°E                                                            | bé cultural d'interès local                |                     | Modifica les dades a Wikidata |
|        | Molí de l'Escorça              | Santa Margarida de Montbui | molí d'aigua | 20th century                | 41° 34′ 36″ N, 1° 36′ 37″ E / 41.5767°N,1.61027°E ca:Barri de Sant Maure (08710 Santa Margarida de Montbui) |                                            |                     | Modifica les dades a Wikidata |
|        | Molí de la Fàbrica             | Santa Margarida de Montbui | molí d'aigua | Estil: arquitectura popular | 41° 34′ 46″ N, 1° 33′ 38″ E / 41.579411°N,1.560489°E                                                        | bé integrant del patrimoni cultural català |                     | Modifica les dades a Wikidata |
|        | Molí del Carulla               | Santa Margarida de Montbui | molí d'aigua |                             | 41° 34′ 56″ N, 1° 34′ 45″ E / 41.58218°N,1.579249°E                                                         |                                            |                     | Modifica les dades a Wikidata |

## monument
| imatge | Nom                               | Ubicat a                   | instància de | Detalls | coordenades                                                                                                  | Protecció | Commons (més fotos) | Dades a WD                    |
| ------ | --------------------------------- | -------------------------- | ------------ | ------- | --- | --------- | ------------------- | ----------------------------- |
|        | Monument 'Cap del bou de Montbui' | Santa Margarida de Montbui | monument     | 2008    | 41° 34′ 49″ N, 1° 36′ 18″ E / 41.58017°N,1.60487°E ca:Barri de Sant Maure (08710 Santa Margarida de Montbui) |           |                     | Modifica les dades a Wikidata |
|        | Monument 'El Bou de Montbui'      | Santa Margarida de Montbui | monument     | 2008    | 41° 34′ 31″ N, 1° 36′ 29″ E / 41.57539°N,1.60812°E ca:Carretera de Valls, Sant Maure                         |           |                     | Modifica les dades a Wikidata |

## muntanya
| imatge | Nom                | Ubicat a                   | instància de | Detalls | coordenades                                                       | Protecció | Commons (més fotos) | Dades a WD                    |
| ------ | ------------------ | -------------------------- | ------------ | ------- | ----------------------------------------------------------------- | --------- | ------------------- | ----------------------------- |
|        | Punta del Beneïdor | Santa Margarida de Montbui | muntanya     |         | 41° 33′ 22″ N, 1° 34′ 52″ E / 41.55604444°N,1.58103889°E 615 msnm |           |                     | Modifica les dades a Wikidata |
|        | el Serralet        | Santa Margarida de Montbui | muntanya     |         | 41° 32′ 56″ N, 1° 33′ 26″ E / 41.549°N,1.55735°E 578.6 msnm       |           |                     | Modifica les dades a Wikidata |
|        | la Roureda         | Santa Margarida de Montbui | muntanya     |         | 41° 33′ 55″ N, 1° 33′ 35″ E / 41.5654°N,1.55973°E 457.6 msnm      |           |                     | Modifica les dades a Wikidata |
|        | tossa de Montbui   | Santa Margarida de Montbui | muntanya     |         | 41° 33′ 25″ N, 1° 34′ 53″ E / 41.556976°N,1.581408°E 620 msnm     |           | Tossa de Montbui    | Modifica les dades a Wikidata |
|        | turó de Can Vidal  | Santa Margarida de Montbui | muntanya     |         | 41° 32′ 40″ N, 1° 33′ 56″ E / 41.54457°N,1.565522°E 624 msnm      |           | Turó de Can Vidal   | Modifica les dades a Wikidata |

## pont
| imatge | Nom                      | Ubicat a                            | instància de | Detalls                               | coordenades | Protecció | Commons (més fotos)  | Dades a WD                    |
| ------ | ------------------------ | ----------------------------------- | ------------ | ------------------------------------- | --- | --------- | -------------------- | ----------------------------- |
|        | Pont Gran                | Igualada Santa Margarida de Montbui | pont         | 1895 Travessa: Anoia Estat: bon estat | 41° 34′ 44″ N, 1° 36′ 28″ E / 41.5788948300008°N,1.60777743280508°E ca:Barri de Sant Maure (Crta. De Valls. C-37, km.0,5. 08710 Santa Margarida de Montbui) |           | Pont Gran (Igualada) | Modifica les dades a Wikidata |
|        | Pont Petit de la Palanca | Santa Margarida de Montbui          | pont         | 1970 Estat: bon estat                 | 41° 34′ 34″ N, 1° 36′ 42″ E / 41.57623°N,1.61167°E ca:Barri de Sant Maure (08710 Santa Margarida de Montbui)                                                |           |                      | Modifica les dades a Wikidata |
|        | Pont de can Mateu        | Santa Margarida de Montbui          | pont         | 1880 Estat: bon estat                 | 41° 35′ 06″ N, 1° 34′ 30″ E / 41.58492°N,1.57497°E ca:La Mallola (08710 Santa Margarida de Montbui)                                                         |           |                      | Modifica les dades a Wikidata |
|        | Pont de la riera de Tous | Santa Margarida de Montbui          | pont         | 20th century Estat: bon estat         | 41° 34′ 47″ N, 1° 33′ 39″ E / 41.57973°N,1.5608°E ca:La Mallola (Santa Margarida de Montbui)                                                                |           |                      | Modifica les dades a Wikidata |

## serra
| imatge | Nom                      | Ubicat a                        | instància de | Detalls | coordenades                                                                                         | Protecció | Commons (més fotos) | Dades a WD                    |
| ------ | ------------------------ | ------------------------------- | ------------ | ------- | --------------------------------------------------------------------------------------------------- | --------- | ------------------- | ----------------------------- |
|        | Serra de Santa Margarida | Santa Margarida de Montbui      | serra        |         | 41° 33′ 19″ N, 1° 36′ 27″ E / 41.55518°N,1.6075°E ca:Nucli antic (08710 Santa Margarida de Montbui) |           |                     | Modifica les dades a Wikidata |
|        | Serra de la Portella     | Orpí Santa Margarida de Montbui | serra        |         | 41° 32′ 10″ N, 1° 34′ 09″ E / 41.53601028°N,1.56922694°E 623.4 msnm                                 |           |                     | Modifica les dades a Wikidata |
|        | Serral de les Onze       | Santa Margarida de Montbui      | serra        |         | 41° 33′ 14″ N, 1° 34′ 08″ E / 41.5538°N,1.56883°E 621.7 msnm                                        |           |                     | Modifica les dades a Wikidata |

## Misc
| imatge | Nom                                              | Ubicat a                                                          | instància de                                           | Detalls                          | coordenades | Protecció                                  | Commons (més fotos)                              | Dades a WD                    |
| ------ | ------------------------------------------------ | ----------------------------------------------------------------- | ------------------------------------------------------ | -------------------------------- | --- | ------------------------------------------ | ------------------------------------------------ | ----------------------------- |
|        | Escultura 'L'Encisadora'                         | Santa Margarida de Montbui                                        | obra escultòrica                                       | 2007                             | 41° 34′ 44″ N, 1° 36′ 18″ E / 41.57888°N,1.60493°E ca:Barri de Sant Maure (0871 Santa Margarida de Montbui)    |                                            |                                                  | Modifica les dades a Wikidata |
|        | Espai Natural Protegit Serra de Miralles-Queralt | Bellprat Santa Maria de Miralles Santa Margarida de Montbui       | espai d'interès natural àrea protegida                 | Superfície: 2887ha               | 41° 31′ 02″ N, 1° 29′ 31″ E / 41.517247°N,1.492001°E                                                           |                                            | Espai Natural protegit Serra de Miralles-Queralt | Modifica les dades a Wikidata |
|        | Forn de calç de Can Torrent                      | Santa Margarida de Montbui                                        | forn de calç                                           | Estil: arquitectura popular      | 41° 33′ 25″ N, 1° 36′ 33″ E / 41.557024°N,1.609168°E ca:Nucli antic (08710 Santa Margarida de Montbui)         | bé integrant del patrimoni cultural català |                                                  | Modifica les dades a Wikidata |
|        | Fornícula de Sant Roc                            | Santa Margarida de Montbui                                        | element arquitectònic                                  | 20th century                     | 41° 33′ 21″ N, 1° 36′ 19″ E / 41.55578°N,1.60536°E ca:Nucli antic (08710 Santa Margarida de Montbui)           |                                            |                                                  | Modifica les dades a Wikidata |
|        | Jaciment a l'oest del Saió                       | Santa Margarida de Montbui                                        | jaciment arqueològic                                   |                                  | ca:A l'oest del Saió                                                                                           | bé integrant del patrimoni cultural català |                                                  | Modifica les dades a Wikidata |
|        | La Torre del Pi                                  | Santa Margarida de Montbui                                        | torre de defensa                                       | Estil: arquitectura popular 1873 | 41° 34′ 25″ N, 1° 36′ 52″ E / 41.573545°N,1.61457°E ca:Barri de Sant Maure (08710 Santa Margarida de Montbui)  | bé integrant del patrimoni cultural català |                                                  | Modifica les dades a Wikidata |
|        | La Tossa                                         | Santa Margarida de Montbui                                        | vèrtex geodèsic                                        | Alt: 1.2m                        | 41° 33′ 25″ N, 1° 34′ 53″ E / 41.556976°N,1.581462°E 619.827 msnm                                              |                                            |                                                  | Modifica les dades a Wikidata |
|        | Polígon industrial Plans de la Tossa             | Santa Margarida de Montbui                                        | polígon industrial                                     |                                  | 41° 33′ 57″ N, 1° 36′ 20″ E / 41.565798384678°N,1.60552811607468°E                                             |                                            |                                                  | Modifica les dades a Wikidata |
|        | Santa Margarida de Montbui-nucli antic           | Santa Margarida de Montbui-nucli antic Santa Margarida de Montbui | nucli de població nucli d'entitat singular de població | 666 hab                          | 41° 33′ 23″ N, 1° 36′ 14″ E / 41.55644°N,1.60389°E 390 msnm                                                    |                                            |                                                  | Modifica les dades a Wikidata |
|        | Xaragalls de la Tossa                            | Santa Margarida de Montbui                                        | Q17300700                                              |                                  | 41° 34′ 09″ N, 1° 35′ 31″ E / 41.56904°N,1.59187°E ca:(08710 Santa Margarida de Montbui)                       |                                            |                                                  | Modifica les dades a Wikidata |
|        | creu del Maginet                                 | Santa Margarida de Montbui                                        | creu de terme                                          | Estil: arquitectura popular 1904 | 41° 34′ 34″ N, 1° 37′ 10″ E / 41.575973°N,1.619496°E ca:Barri de Sant Maure (08710 Santa Margarida de Montbui) | bé integrant del patrimoni cultural català | Creu del Maginet                                 | Modifica les dades a Wikidata |
|        | la Vinícola                                      | Santa Margarida de Montbui                                        | casa consistorial                                      | Estil: noucentisme 1904          | 41° 34′ 29″ N, 1° 36′ 31″ E / 41.5747°N,1.60868°E ca:Carretera de valls, Sant Maure                            | bé integrant del patrimoni cultural català | La Vinícola (Santa Margarida de Montbui)         | Modifica les dades a Wikidata |